# V9 (moteur de recherche)
 (novembre 2023).
V9 est un moteur de recherche international créé en Chine [Quand ?] par Beijing ELEX Technology Ltd.
Sa fréquentation est internationale, essentiellement originaire d'Inde.